# 陳浩然 (足球教練)
陳浩然（Chan Ho Yin，1973年2月25日—）前香港職業足球員，曾經效力過駒騰、傑志等球隊。現為足球教練，擁有亞洲足球協會A級教練牌照。

## 球員生涯
陳浩然在1990年入選香港青年軍，到瑞典角逐高菲亞盃青年足球賽，以及到丹麥角逐丹拿盃青年足球賽。
陳浩然在職業球員生涯，曾經效力過駒騰、傑志等球隊。

## 教練生涯
退役後，陳浩然曾擔任香港各級青年代表隊主教練。2007-08 年度球季季初，陳浩然接替遭解約的巴貝利，接任香港甲組足球聯賽地區球隊和富大埔主教練，曾經一度帶領球隊升上聯賽榜首。同季，帶領和富大埔於香港足總盃奪得冠軍。
同年，被香港足球總會邀請擔任香港聯賽選手隊教練，出戰2009年賀歲盃足球賽。
其後，於2009-2010 年度球季轉投香港甲組足球聯賽「升班馬」大中，帶領球隊護級成功。不過，由於在 2010 年 5 月 16 日對南華的甲組聯賽，錯誤派出超額外援，連累球隊由原本賽和1－1，變成遭香港足球總會判輸0－3，因而遭球會解僱。
陳浩然於2010年夏天，加盟南華擔任助教。南華隨即保送他往英超聯球隊熱刺協助該隊教練團事務及交流，期間他自創的「飛碟訓練法」獲得時任熱刺首席助教添·舒活讚揚並參考。
同年12月，他被委任為南華署理總教練，接替因病辭職的金判坤。陳浩然上任初期曾被球迷寄予厚望，稱之為「港版摩連奴」，惜季後因戰績不佳被再度降為助教。陳浩然於2012年夏天，加盟飛馬擔任總教練。
2012年10月10日，飛馬宣布與教練陳浩然協議解約，翌日，陳浩然加盟元朗擔任總教練一職。
2016年1月，陳浩然重返飛馬擔任首席助理教練，協助主帥李志堅處理日常操練工作。2018年，陳浩然再度出任飛馬主教練一職。
2022年7月14日，東區宣佈邀請陳浩然出任技術及青訓發展總監，負責統籌一隊及各級青年梯隊的發展及教練培訓事宜。
2023年11月17日，陳浩然加盟港超聯球隊深水埗，擔任主教練，成功協助球會脫離聯賽榜末的降班區，亦於足總盃四強爆冷擊敗班霸理文，最終決賽僅負於東方而取得亞軍。

## 外部連結
- 南華足球隊官方網頁管理層資料
- 要理想，也要開飯 |Sportsoho 運動版圖 （页面存档备份，存于）
- 陳浩然-體路Sportroad （页面存档备份，存于）